# Tatjana van Strien
Tatjana van Strien is een Nederlandse doctor in de psychologie, verbonden aan de Radboud Universiteit Nijmegen. 

## Loopbaan
Van Strien studeerde persoonlijkheidspsychologie te Groningen. Nadat ze een tijd als wetenschappelijk medewerker werkte aan de Universiteit Leiden, verrichtte ze te Wageningen onderzoek naar overgewicht, wat in 1986 leidde tot een proefschrift over eetgedrag en persoonlijkheidskenmerken. In dit kader ontwikkelde ze de internationaal befaamde Nederlandse Vragenlijst voor Eetgedrag (NVE), in het buitenland bekend onder de naam Dutch Eating Behaviour Questionnaire (DEBQ).
Sinds 1986 werkt van Strien bij de Vakgroep Klinische psychologie van de Radboud Universiteit te Nijmegen, waar ze in 2000 werd benoemd tot hoofddocent. In 2013 werd Van Strien  benoemd tot bijzonder hoogleraar 'Psychology of eating styles' bij de Faculteit der Aard en Levenswetenschappen van de Vrije Universiteit te Amsterdam.

## Publicaties
- 2004 De afslankmythe
- 2007 Afvallen op maat